# Jesper Christensen
Jesper Christensen (Kopenhagen, 16 mei 1948) is een Deens filmacteur en regisseur.
Aanvankelijk speelde Christensen voornamelijk in Deense producties. Hij won in zijn thuisland vier keer een Bodil, een prestigieuze Deense filmprijs. Van die vier won hij drie keer die voor beste acteur (Hør, var der ikke en som lo?, Bænken en Drabet) en één keer die voor beste mannelijke bijrol (Barbara).
In 2005 maakte hij de omslag naar Amerikaanse producties met rollen in de miniserie Revelations en de film The Interpreter met Nicole Kidman en Sean Penn. In 2006 werd hij wereldwijd bekend met zijn vertolking van slechterik "Mr. White" in de James Bondfilm Casino Royale. In 2008 en 2015 speelde hij dezelfde rol in Quantum of Solace en Spectre.
Toen aan Christensen in 2006 de Orde van de Dannebrog zou worden uitgereikt door koningin Margrethe, weigerde hij die als overtuigd republikein.

## Filmografie
- Strømer (1976)
- Pas på ryggen, professor (1977)
- Hærværk (1977)
- Vinterbørn (1978)
- Hør, var der ikke en som lo? (1978)
- Vil du se min smukke navle? (1978)
- Hvem myrder hvem? (1978)
- Charly & Steffen (1979)
- Trællenes oprør (1979)
- Trællenes børn (1980)
- Verden er fuld af børn (1980)
- Undskyld vi er her (1980)
- Har du set Alice ? (1981)
- Forræderne (1983)
- Hip Hip Hurra (1987)
- Skyggen af Emma (1988)
- Retfærdighedens rytter (1989)
- Dagens Donna (1990)
- Sofie (1992)
- Den russiske sangerinde (1993)
- Min fynske barndom (1994)
- Hamsun (1996)
- Tøsepiger (1996)
- Balladen om Holger Danske (1996)
- Sekten (1997)
- Barbara (1997)
- Albert (1998)
- I Kina spiser de hunde (1999)
- Bænken (2000)
- Anna (2000)
- Italiensk for begyndere (2000)
- At klappe med een hånd (2001)
- Grev Axel (2001)
- Okay (2002)
- Små ulykker (2002)
- Arven (2003)
- Møgunger (2003)
- The Interpreter (2005)
- Drabet (2005)
- Casino Royale (2006)
- Maria Larssons everlasting moment (2008)
- Quantum of Solace (2008)
- Flammen & Citronen (2008)
- The Young Victoria (2009)
- Storm (2009)
- Original (2009)
- This Is Love (2009)
- En familie (2010)
- The Debt (2010)
- Tony Venganza (2010)
- Melancholia (2011)
- Julie (2011)
- Verschollen am Kap (tv-serie, 2011)
- Arvingerne (The Legacy) (tv-serie, 2014-2015), tevens regisseur
- Spectre (2015)